# أبو منقار الفلبيني أفطس الأنف
أبو منقار الفلبيني أفطس الأنف أو نصفي المنقار الفلبيني أفطس الأنف (الاسم العلمي: Melapedalion breve)، نوع من نصفيات المنقار. وهي من الأسماك الساحلية التي تنشأ في جنوب الصين وبحر سولو حول الفلبين وماليزيا. ينمو إلى حوالي 22.7 سم (8.9 بوصة). وهو العضو الوحيد في جنسه (أصنوفة أحادية الطراز) وقد وصفه ألفين سيل في عام 1910 مع النوع المحلي المسمى باواكان، في جزيرة بالاوان، الفلبين.